# Księgi prorockie Starego Testamentu
Księgi prorockie – inaczej nazywane też profetycznymi. Jest to ostatni i największy zbiór spośród trzech części Starego Testamentu według podziału przyjętego w Septuagincie oraz Kościołach chrześcijańskich. Liczy 17 lub 18 ksiąg (w zależności czy w danym wydaniu Księgę Jeremiasza połączono z Lamentacjami).
Zbiór opisywany w niniejszym artykule nie jest tożsamy z częścią Biblii Hebrajskiej nazywaną Nebiim („Prorocy”). Do tego zbioru należą również niektóre z ksiąg historycznych (księgi Jozuego, Sędziów, Samuela i Królewskie), nie należą natomiast księgi Lamentacji i Daniela, w Biblii Hebrajskiej zaliczane do Ketubim („Pism”).

## Lista ksiąg prorockich
W skład ksiąg prorockich Starego testamentu wchodzą:
| Tytuł              | Czas powstania | Zawartość | Uwagi |
| ------------------ | --- | --- | --- |
| Księga Izajasza    | VIII wieku p.n.e. | Zawiera zbiór proroctw odnoszących się do wydarzeń z ponad 200 lat. | Proroctwa ukazują niektóre kluczowe wydarzenia w historii Izraela z perspektywy Boga. Księga pełna jest obietnic o nadchodzącym Mesjaszu i przyszłym odrodzeniu narodu. |
| Księga Jeremiasza  | VI wiek p.n.e. | | Proroctwa Jeremiasza pochodzą z okresu panowania ostatnich pięciu królów Judy: z okresu wydarzeń prowadzących do zdobycia Jerozolimy przez króla Nabuchodonozora z Babilonu. |
| Księga Lamentacji  | VI wiek p.n.e. | Księga Lamentacji składa się z pięciu pieśni nieznanych autorów. Pierwsze cztery mają budowę akrostychiczną, to znaczy każda strofa zaczyna się od nowej litery alfabetu hebrajskiego. Wyrażają one ból wobec zniszczenia Jerozolimy przez Babilończyków. | Autor prawdopodobnie był świadkiem upadku Jerozolimy w 586 r. przed Chr. Mógł być więc jednym z tych, którzy pozostali wśród ruin miasta, gdy wygnańcy udali się do Babilonu. |
| Księga Ezechiela   | 593-571 p.n.e. | Księgę otwiera wizja Boga na równinach Babilonu. Wiele spośród proroctw Ezechiela ukazuje grzech i nazywa Boga Sędzią. Wobec wzniosłego obrazu chwały Bożej widać wyraźnie, jak wielkim grzechem są nieczystość i bałwochwalstwo. Ezechiel wie, że nie ma nadziei dla Jerozolimy i przewiduje jej upadek, do którego faktycznie dochodzi w 586 r. przed Chr. | Proroctwa Ezechiela często kończą się tymi słowami: „aby poznali, że Ja jestem Jahwe". |
| Księga Daniela     | poł. VI wieku p.n.e.- 164 r. p.n.e.                                                                                            | Księga zaczyna się od historii Daniela. Jako młody chłopak został on uprowadzony do Babilonu, gdzie zatriumfował dzięki swej niezwykłej odwadze i wierności Bogu. Druga część księgi zawiera wizje przyszłości i słynną modlitwę. | |
| Księga Ozeasza     | od czasów Jeroboama II do 721 r. p.n.e.                                                                                        | | Ludzie zaczęli zwracać się do kananejskiego boga płodności – Baala. Korupcja religijnego i społecznego życia Izraela sprawiła, że upadek był nieuchronny. Prorok głosi jednak miłość Boga do niewiernego Izraela i Jego pragnienie, aby lud powrócił do Niego i mógł się cieszyć Jego błogosławieństwem.                                                              |
| Księga Joela       | ok. 600 r. p.n.e. | | Rujnująca plaga szarańczy rozumiana jest jako znak nadejścia „Dnia Pańskiego", kiedy to odbędzie się sąd Boży. Joel wzywa lud do okazania skruchy i wygląda czasów pełnych błogosławieństwa. Wzywa do narodowej skruchy nie tylko z powodu ostrzegawczego „znaku", jakim jest plaga szarańczy, lecz dlatego, że Bóg osądzi i surowo ukarze brak żalu za grzechy.      |
| Księga Amosa       | 786–746 r. p.n.e. | | Głównym zagadnieniem, które podejmuje prorok jest sprawiedliwość społeczna. Upomina prowadzących luksusowy tryb życia. Gdy Izraelici słuchali, jak krytykuje grzechy innych narodów, nie spodziewali się usłyszeć, że i oni zgrzeszyli. Opanowało ich wielkie przerażenie, gdy „dzień Pański" przedstawił jako dzień ciemności, a nie jasności.                       |
| Księga Abdiasza    | | Proroctwo przeciwko Edomitom. Naród ten, zamieszkujący tereny na południowy wschód od Judy, niedaleko miejsca, gdzie później zbudowano miasto Petra, skorzystał z niepowodzeń Jerozolimy i splądrował ją w czasie, gdy uległa Babilonowi. | Jest to najkrótsza księga Starego Testamentu. Praktycznie nie odczytywana w Kościele Katolickim podczas mszy św. |
| Księga Jonasza     | 786–746 r. p.n.e. | | Historia najbardziej opornego wysłannika Boga, Jonasza, który musiał nauczyć się, że miłosierdzie Boże nie ogranicza się wyłącznie do Izraela. Jonasz nie zgadzał się z ideą, że miłosierdzie Boże sięgać może poza Izrael, zwłaszcza do kraju będącego jego nieprzyjacielem. Głównym punktem tej historii jest prawda, że zbawienie ostatecznie ma objąć cały świat. |
| Księga Micheasza   | 740-687 p.n.e. | | Podobnie jak kilku innych proroków, Micheasz oburza się na ofiary i kult, którym nie towarzyszy sprawiedliwość i prawdziwa duchowość. Głównie podejmuje temat społecznej sprawiedliwości i prawdziwej religii. Spogląda jednak w przyszłość, widząc czas pokoju i błogosławieństwo Boże.                                                                              |
| Księga Nahuma      | poł. VII w. p.n.e. | Forma poematu | Jest to tekst wyrażający radość z upadku Niniwy, stolicy potężnej Asyrii. Jest to jedna z kilku ksiąg prorockich, w której nie ma wezwania do skruchy. Podkreśla, iż Bóg jest Panem narodów i historii świata, oraz że narodowa potęga i duma nie są ostatecznymi przyczynami tego, co dzieje się w świecie polityki i wojen.                                         |
| Księga Habakuka    | między 612 p.n.e. a 597 r. p.n.e.                                                                                              | | |
| Księga Sofoniasza  | za czasów Jozjasza, syna Amona, króla judzkiego (640-609 p.n.e.)                                                               | | |
| Księga Aggeusza    | 520 r. p.n.e. | | |
| Księga Zachariasza | Proroctwa Zachariasza o Jerozolimie i odbudowie Świątyni trwają dłużej, niż proroctwa Aggeusza - od roku 520 do 518 przed Chr. | Dwuczęściowa księga, zawierająca wstęp i osiem wizji oraz dwa przesłania | Jest on przedostatnim prorokiem Narodu Wybranego |
| Księga Malachiasza | Malachiasz działał około osiemdziesięciu lat po Aggeuszu i Zachariaszu, około połowy V w. przed Chr.                           | Księga składa się z 6 dysput prowadzonych między Bogiem Jahwe, prorokiem i ludem i dwuczęściowego epilogu, w którym Malachiasz wzywa do posłuszeństwa Prawu Mojżeszowemu i zapowiada ponowne przyjście Eliasza (3, 22-24) | Ostatni prorok Izraela. |

## Działania proroków
Prorocy w Izraelu działali od najdawniejszych czasów. Mojżesz był pierwszym i najważniejszym z nich. Potem, w okresie sędziów i pierwszych królów, prorocy pojawiają się w Biblii regularnie, niektórzy przelotnie, inni – jak Eliasz i Elizeusz – nadając bieg wydarzeniom. Z wyjątkiem Mojżesza wiemy niewiele o naukach tych wczesnych proroków. Dopiero w ósmym wieku przekazy najpierw Amosa, a później Ozeasza zostały spisane w księgach, które przetrwały do dzisiaj. Prorocy pojawiali się przez ponad trzysta lat, działając od okresu przed wygnaniem i w czasie wygnania Izraela do Babilonu, a także po powrocie Izraelitów z niewoli. Nie wiadomo, czy prorocy sami pisali księgi, czy też księgi te zostały spisane przez ludzi, którzy proroków słuchali i zapamiętali ich słowa. Jedynie w przypadku proroka Jeremiasza istnieje pewność, że polecił on spisywać swe słowa sekretarzowi. Jednak podstawa proroctw to słowo mówione.
Prorocy – byli to wysłannicy Boga, tak identyfikujący się z przesłaniem Bożym, że mówiący często jakby w Jego imieniu: „Mówię wam". Byli oni świadomi faktu swego wybrania przez Boga. i mówili z inspiracji Jego Ducha i słowa.

## Autorstwo ksiąg prorockich
Tradycyjnie autorstwo ksiąg prorockich przypisywano samym prorokom. Już Marcin Luter zwrócił jednak uwagę na ich nieuporządkowany charakter. Jak stwierdzał, prorocy „mają osobliwy sposób mówienia, który nie zachowuje porządku, lecz w swej drobiazgowości powoduje, że nie można ich pojąć ani usystematyzować” (WA XIX, 350, 13). Dlatego Luter uważał, że słowa prorockie zostały spisane przez skrybów, którzy słowa prorockie zebrali bez zachowania kolejności chronologicznej.
Hermann Gunkel sformułował pogląd, że księgi prorockie stanowią zbiory samodzielnych pod względem formy i treści jednostek literackich. Są one zrozumiałe same w sobie i wypowiedziane zostały w konkretnej sytuacji. Według współczesnej egzegezy historyczno-krytycznej wypowiedzi te były następnie przekazywane w formie literackiej lub pisemnej, a także uzupełniane o późniejsze dobro tradycji, mające na cele odniesienie prorockiego orędzia do zmieniającej się sytuacji. W redakcji ksiąg prorockich dużą rolę odegrać mogła tradycja deuteronomistyczna. Księgi prorockie nie są przy tym zupełnie pozbawione porządku – zostały one uporządkowane według ich formy lub treści, np. w zbiorach wypowiedzi przeciwko obcym narodom. W odróżnieniu od powyższego poglądu, Erhard S. Gerstenberger uważa, że niemal całość ksiąg prorockich pochodzi z okresu Drugiej Świątyni, zawierając jedynie nieliczne elementy starszej tradycji. Z podejściem historyczno-krytycznym polemikę podjęli zwolennicy analizy retorycznej, wskazując na specyficzne cechy poezji hebrajskiej i przekonując o starannej kompozycji tekstów biblijnych. Jakub Slawik zwraca jednak uwagę, że ta kompozycja mogła być dziełem zarówno pierwotnych autorów, jak i późniejszych redaktorów.